# ベイミドルトン
ベイミドルトン（Bay Middleton、1833年 - 1857年）は、1830年代に活躍したイギリスの競走馬・種牡馬。2000ギニー、エプソムダービーの二冠をはじめ、出走した6戦すべてに勝利した。種牡馬としてもザフライングダッチマン、アンドーヴァー2頭のエプソムダービー優勝馬を残した。
ベイミドルトンは1830年代中ごろの最強馬で、2000ギニー、エプソムダービーを楽勝したうえ、セントレジャーステークスの優勝馬エリスを2度にわたって破っている。セントレジャーステークスに出走していれば三冠を達成する可能性はかなり高かったと思われるが、ウェストオーストラリアンが初めて三冠を達成したのが1853年のことで、当時は三冠路線自体が成立していなかった。このためセントレジャーステークスには出走していない。4歳時はアスコットゴールドカップを目指すも結局不出走で引退した。
引退後は種牡馬になっており、ザフライングダッチマン、アンドーヴァー、ザハーミット、アフラダイティ4頭のクラシックホースを含む多くの勝ち馬を送り出し、1844年と1849年にはイギリスチャンピオンサイアーを獲得している。1848年にベンティンク卿が死亡したあとはエドワード・モスティンのデインベリースタッドに移りそこで10年を過ごした。

## おもな産駒
- ザフライングダッチマン（16戦15勝、エプソムダービー、2000ギニー、アスコットゴールドカップ）
- アンドーヴァー（エプソムダービー）
- ザハーミット（2000ギニー）
- アフラダイティ（1000ギニー）
- エレンミドルトン（ヨークシャーオークス）
- ガーズ（エクリプスIIの母）

## エピソード
- 主戦騎手は名手ジェム・ロビンソン。ロビンソンはベイミドルトンのあまりの気の悪さに誰も乗ることができなかったためジャージー卿に頼まれて乗ることになったが、ベイミドルトンを見て「神に感謝する、私が夢にまで見た馬だ」と言ったと伝えられる。
- 当初はベイミドルトンではなくブラザートゥーネルグウィン（ネルグウィンの弟）と呼ばれていた。2000ギニーにはこの名前で出走している。強い勝ち方を見せた2000ギニーのあとにジャージー卿が、自身の所有馬で1827年にエプソムダービーを勝ったミドルトンにちなんで「ベイミドルトン」（鹿毛のミドルトン）と名付けた。
- 現在ベイミドルトンは長年過ごした馬屋の側に埋められている。傍らには名牝クルシフィックスもいる。

## 血統
母コブウェブは1000ギニー、オークスの優勝馬で、産駒にはベイミドルトンを含め3頭のクラシックホースがいる。
| ベイミドルトンの血統（ヘロド系 / Williamson's Ditto (Walton) 3×3=25.00% Highflyer5.5×5=9.38% Herod5×5=6.25%（父内） Eclipse5×5=6.25%（父内）） | ベイミドルトンの血統（ヘロド系 / Williamson's Ditto (Walton) 3×3=25.00% Highflyer5.5×5=9.38% Herod5×5=6.25%（父内） Eclipse5×5=6.25%（父内）） | ベイミドルトンの血統（ヘロド系 / Williamson's Ditto (Walton) 3×3=25.00% Highflyer5.5×5=9.38% Herod5×5=6.25%（父内） Eclipse5×5=6.25%（父内）） | （血統表の出典）  | （血統表の出典） |
| 父 Sultan 1816 鹿毛 | 父の父Selim 1802 栗毛 | Buzzard | Woodpecker        | Woodpecker       |
| 父 Sultan 1816 鹿毛 | 父の父Selim 1802 栗毛 | Buzzard | Misfortune        |                  |
| 父 Sultan 1816 鹿毛 | 父の父Selim 1802 栗毛 | Alexander Mare | Alexander         | Alexander        |
| 父 Sultan 1816 鹿毛 | 父の父Selim 1802 栗毛 | Alexander Mare | Highflyer Mare    |                  |
| 父 Sultan 1816 鹿毛 | 父の母Bacchante 1809 青鹿毛 | Williamson's Ditto | Sir Peter Teazle  | Sir Peter Teazle |
| 父 Sultan 1816 鹿毛 | 父の母Bacchante 1809 青鹿毛 | Williamson's Ditto | Arethusa          |                  |
| 父 Sultan 1816 鹿毛 | 父の母Bacchante 1809 青鹿毛 | Mercury Mare | Mercury           | Mercury          |
| 父 Sultan 1816 鹿毛 | 父の母Bacchante 1809 青鹿毛 | Mercury Mare | Herod Mare        |                  |
| 母 Cobweb 1821 鹿毛 | 母の父Phantom 1808 鹿毛 | Walton | Sir Peter Teazle  | Sir Peter Teazle |
| 母 Cobweb 1821 鹿毛 | 母の父Phantom 1808 鹿毛 | Walton | Arethusa          |                  |
| 母 Cobweb 1821 鹿毛 | 母の父Phantom 1808 鹿毛 | Julia | Whiskey           | Whiskey          |
| 母 Cobweb 1821 鹿毛 | 母の父Phantom 1808 鹿毛 | Julia | Y.Giantess        |                  |
| 母 Cobweb 1821 鹿毛 | 母の母Fillagree 1815 栗毛 | Soothsayer | Sorcerer          | Sorcerer         |
| 母 Cobweb 1821 鹿毛 | 母の母Fillagree 1815 栗毛 | Soothsayer | Goldenlocks       |                  |
| 母 Cobweb 1821 鹿毛 | 母の母Fillagree 1815 栗毛 | Web | Waxy              | Waxy             |
| 母 Cobweb 1821 鹿毛 | 母の母Fillagree 1815 栗毛 | Web | Penelope F-No.1-s |                  |